# Cree Inc.
Cree Inc. és una empresa dels EUA que fabrica i comercialitza dispositius Led i productes per a ràdio-freqüència. Les aplicacions típiques són il·luminació general, senyalització lluminosa, fonts d'alimentació industrial i telecomunicacions de banda ampla. Els materials utilitzats són el carbur de silici (SiC) i nitrur de gal·li (GaN).

## Història
- 1983 : fundació per un professor i altres estudiants.
- 1989 : introducció del primer led blau.
- 1991 : anunci de la primera oblia de carbur de silici.
- 2012 : anunci del Led model XLamp XT-E
- 2013 : anunci de bombetes Led d'ús domèstic
- 2016 : es ven el negoci RF a l'empresa alemanya Infineon Technologies AG
- 2018 ː torna a recuperar el negoci RF de l'empresa Infineon Technologies.[4]

## Productes

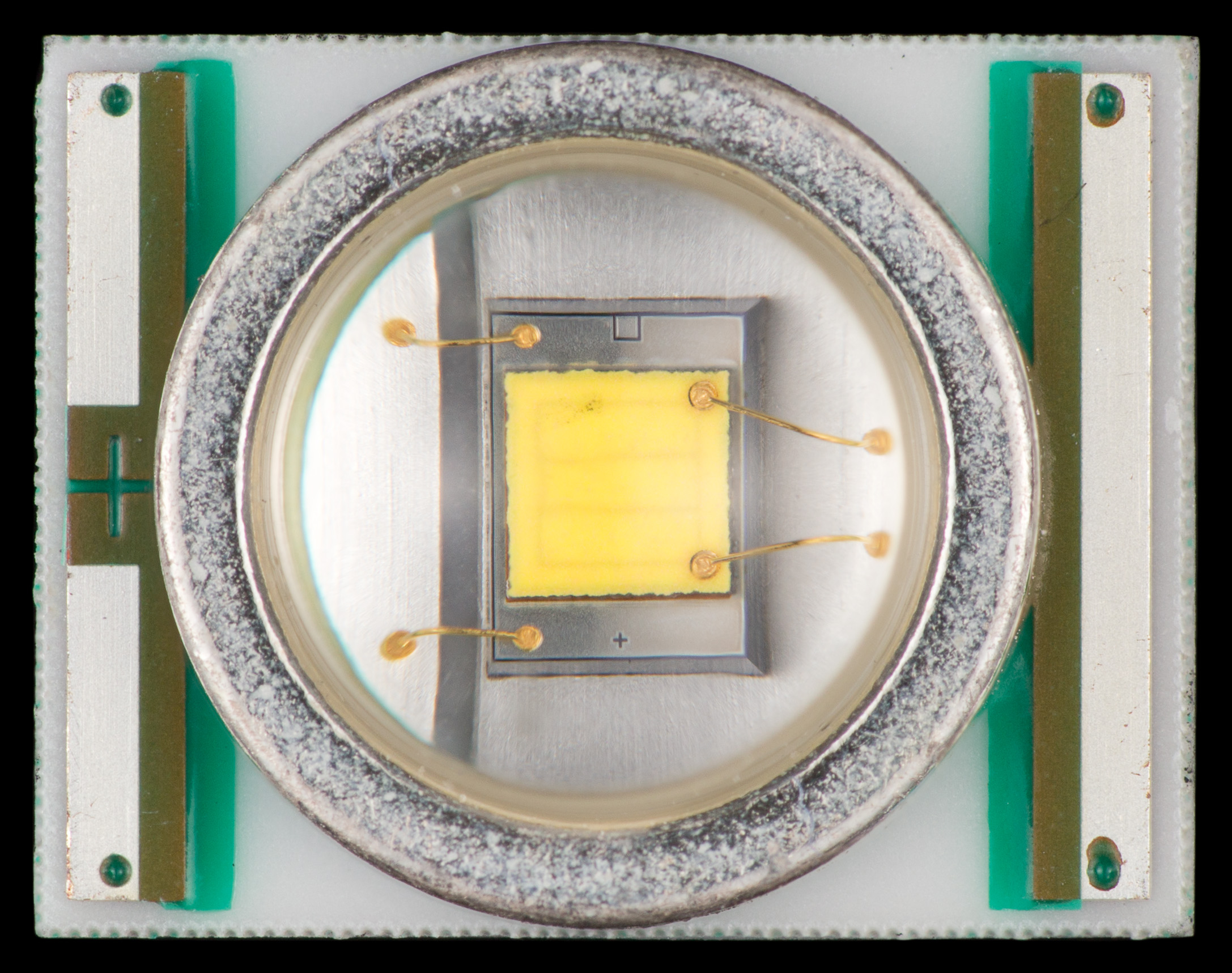
Fig.1 Led referència XLamp XR-E

Dispositius Led :
| Producte    | Referències                                                              | Encapsulat |
| ----------- | ------------------------------------------------------------------------ | ---------- |
| XLamp ML    | -B, -C, -E                                                               |            |
| XLamp M     | -3, -6                                                                   |            |
| XLamp XB    | -D, -H                                                                   |            |
| XLamp XH    | -B, -G                                                                   |            |
| XLamp XHP35 | -, high                                                                  |            |
| XLamp XM    | -L2                                                                      |            |
| XLamp XP    | -C, -E, -E2, -G, -G2, -G3, -L, -L2                                       |            |
| XLamp XQ    | -A, -B, -D, -E                                                           |            |
| XLamp XR    | -C, -E                                                                   |            |
| XLamp XT    | -E                                                                       |            |
| XLamp MC    | -E                                                                       |            |
| XLamp MHB   | -A, -B, -E, -G                                                           |            |
| XLamp MK    | -R, -R2                                                                  |            |
| XLamp MT    | -G, -G2                                                                  |            |
| XLamp XHP50 | -2                                                                       |            |
| XLamp XHP70 | -2                                                                       |            |
| XLamp XM    | -L, -L2                                                                  |            |
| CXA         | 1304,1310,1507,2510,1512,1520,1816,1820,1830, 1850,studio,2520,2530,2540 | CoB        |
| CXB         | 1304,1310,1507,1512,1520,1816,1820,1830,2530, 2540,3050,3070,3590        | CoB        |